# Republic (Ohio)
Republic és una població dels Estats Units a l'estat d'Ohio. Segons el cens del 2000 tenia 614 habitants.

## Demografia
Segons el cens del 2000, Republic tenia 614 habitants, 223 habitatges, i 165 famílies. La densitat de població era de 275,7 habitants per km².
Dels 223 habitatges en un 39% hi vivien nens de menys de 18 anys, en un 58,3% hi vivien parelles casades, en un 10,3% dones solteres, i en un 26% no eren unitats familiars. En el 22,9% dels habitatges hi vivien persones soles el 9,4% de les quals corresponia a persones de 65 anys o més que vivien soles. El nombre mitjà de persones vivint en cada habitatge era de 2,72 i el nombre mitjà de persones que vivien en cada família era de 3,19.
Per edats la població es repartia de la següent manera: un 29,6% tenia menys de 18 anys, un 9,4% entre 18 i 24, un 28,7% entre 25 i 44, un 19,1% de 45 a 60 i un 13,2% 65 anys o més.
L'edat mediana era de 33 anys. Per cada 100 dones de 18 o més anys hi havia 99,1 homes.
La renda mediana per habitatge era de 37.813 $ i la renda mediana per família de 45.083 $. Els homes tenien una renda mediana de 32.813 $ mentre que les dones 20.956 $. La renda per capita de la població era de 14.875 $. Aproximadament el 7,5% de les famílies i el 7,6% de la població estaven per davall del llindar de pobresa.

## Poblacions més properes
El següent diagrama mostra les poblacions més properes.